# Паукер Карл Вікторович
Паукер Карл Вікторович (1893, Лемберг, Галичина, Австро-Угорщина — 14 серпня 1937, Москва) — діяч ЧК-ОГПУ-НКВС; начальник охорони Сталіна. Комісар державної безпеки 2-го рангу (26.11.1935).

## Ранні роки. Перша світова війна. Полон
Народився в січні 1893 у Львові в небагатій єврейській родині перукаря Беньяміна Паукера. Здобув початкову домашню освіту. З 1906 р. працював театральним перукарем, з 1912 р. кондитером. Жив у Будапешті, де працював в оперному театрі гримером і перукарем.
У 1914 р. у зв'язку з початком Першої світової війни був призваний в армію (за іншими даними, призвався ще в травні). Воював у 1-му Уланському полку в Україні, дослужився до фельдфебеля. У квітні 1915 р. потрапив у полон до російських військ, перебував у таборі для військовополонених у Туркестані. Учасник руху військовополонених-інтернаціоналістів в Самаркандській області. У березні 1917 р. був звільнений. Жив у Самарканді, працював кравцем і перукарем.

## Кар'єра в органах ВНК-ОГПУ-НКВС
Член РСДРП(б) з жовтня 1917 року. У 1917—1918 рр. помічник військового коменданта області, потім голова польового революційного трибуналу. З грудня того ж року співробітник Самаркандської ЧК, з січня 1919 — завідувач секретно-оперативної частини там же, одночасно помічник голови військово-революційного комітету. У 1920 р. закінчив курси при Комуністичному університеті імені Я. М. Свердлова. Служив в РСЧА, начальник польського відділення політичного відділу 46-ї стрілецької дивізії 12-ї армії.
У вересні 1920 р. призначений на уповноваженого Іноземного відділу Особливого відділу ВНК. З 1 лютого 1922 р. — заступник, а з 12 травня 1923 р. — начальник Оперативного відділу ОДПУ. З 1924 р. — начальник охорони І. В. Сталіна. Як начальник оперативного відділу, керував арештами і засланням членів лівої опозиції. Один з організаторів фальсифікованих процесів, таких як «Кремлівська справа», «Справа Московського центру». Зміцнив охорону Сталіна. Входив до групи співробітників НКВС, які підготували процес над Г. О. Зінов'євим і Л. Б. Каменєвим. Одночасно з 1930 р. — заступник голови спортивного товариства «Динамо», голова товариства «Друг дітей» при ОДПУ СРСР, голова товариства «Автодор» Сокольничеського району м. Москви.
У 1935—1937 рр. — член ЦВК СРСР.
У 1936 р. після падіння Г. Г. Ягоди і приходу на пост глави НКВС М. І. Єжова, якийсь час залишався на вищих посадах у керівництві НКВС. У листопаді 1936 р. — квітні 1937 р. начальник 1-го відділу (охорони) ГУДБ. Взяв участь в організації процесу над К. Б. Радеком і Г. Л. П'ятаковим, також процесу над М. М. Рютіним.
Заарештований 17.04.1937; засуджений ВКВС СРСР 14.08.1937 до ВМП. Розстріляний.